# (1315) Bronislawa
(1315) Bronislawa ist ein Asteroid des Hauptgürtels, der am 16. September 1933 vom belgischen Astronomen Sylvain Julien Victor Arend in Ukkel entdeckt wurde.
Der Name des Asteroiden ist von der Heiligen Bronislawa von Polen abgeleitet.